# Симоне Боканегра
 Тази статия е за първия дож на Генуа.  За операта от Верди вижте Симон Боканегра.  
Симòне Боканèгра (на италиански: Simone Boccanegra; * 1031, Генуа, † 14 март 1363, пак там) е първият и четвърти (втори мандат) по ред дож на Генуезката република. Смятан е за един от бащите на град Генуа по времето на Морската република.
Историята му е популяризирана от пиесата на Антонио Гарсия Гутиерес от 1843 г. „Симон Боканегра“ и операта от 1857 г. на Джузепе Верди „Симон Боканегра“.

## Произход
Произхожда от известната генуезка търговска фамилия Боканегра, скорошни благородници. Първият от тях, Гулиелмо Боканегра, е брат на дядото на Симоне. Гулиелмо е номиниран за капитан на народа и построява в Генуа двореца „Сан Джорджо“ през 1260 г. – седалище на най-висшата общинска власт. Като изгнаник във Франция, в Ег Морт, той проектира стените на този град за краля на Франция Луи IX.
Симоне има подобна роля в Генуа, ако не и по-широка от тази на неговия предшественик.

## Биография
Той е гибелин и е първият дож на Републиката, провъзгласен на 23 декември 1339 г. доживотно. Титлата на Република Генуа по това време всъщност е по-правилно да се нарича на генуезки език Duxe (Duce). С назначаването на Боканегра започва епохата на вечните дожове и на т. нар. „народна хегемония“, характерна за управлението на Република Генуа. Срещу него застава аристократичната фракция, представляваща стария търговски патрициат, която първите му действия изключват от обществения живот. След като старият патрициат е изключен от властта, се появява нова класа от търговски домове: Адорно, Гуарко, Фрегозо и Монталдо. По време на управлението му генуезкият контрол е разширен по дължината както на френската, така и на италианската ривиера с изключение на владенията на Грималди в Монако и Вентимиля. Братът на Симоне, Еджидио, е велик адмирал в служба на Алфонсо XI от Кастилия и нанася запомнящо се поражение на мароканската флота край Алхесирас през 1344 г.
От самото начало има постоянни заговори и дори опити срещу живота на Боканегра. (първият конспиратор е обезглавен на 20 декември 1339 г.) Това довежда до създаването на негова лична охрана от 103 конни войници. За сигурността на Боканегра те са взети от Пиза, заклетият враг на Генуа, където обаче брат му Николо е капитан на народа, а майка им е пизанска аристократка.
В конфликт с благородниците обаче Боканегра губи и подкрепата на народа, и на 23 декември 1344 г. e принуден да се откаже от длъжността, а впоследствие се отправя към Пиза. Той е наследен от Джовани да Мурта, който умира на 6 януари 1350 г. и след това от Джовани да Валенте, който управлява като главен магистрат, докато Боканегра не си връща властта през 1356 г. 
През 1356 г., с подкрепата на Висконти, Боканегра се завръща в Генуа, заемайки за втори път позицията на дож, този път от 15 ноември 1356 г. до 3 март 1363 г.
На 14 март 1363 г., на 61-62-годишна възраст Боканегра умира, вероятно отровен от ръцете на наемни убийци от фамилиите Адорно и Фрегозо/Кампофрегозо, които от този момент засилват борбата си за контрол над Генуа. Погребан е в църквата „Сан Франческо ин Кастелето“ в града.
Той е баща на Еджидио Боканегра, женен за Рикета Рикио, и на Амброджо Боканегра.

## Културно наследство
Симоне Боканегра е изобразен на главната фасада на Палацо Сан Джорджо. Според някои то може вместо това да се отнася до друг Боканегра, Гулиелмо Боканегра, капитан на народа и клиент на самата сграда, но буква "S" пред името Боканегра, намерена сред бележките на Лодовико Полиаги, реставратор на фасадата на сградата, да предположим, че фреската се отнася за първия генуезки дож.
Поетът хуманист Петрарка пише писма до жителите на Генуа и до дожа на Венеция, призовавайки ги да прекратят своите братоубийствени войни и да намерят обща цел. Тези писма са сред вдъхновенията на Верди за преработката на операта му „Симон Боканегра“ през 1881 г. Либретото е на Франческо Мария Пиеве по трагедията Simón Bocanegra на Антонио Гарсия Гутиерес.
Гробницата на Симоне Боканегра във вече несъществуващата църква „Сан Франческо в Кастелето“ е била украсена със забележителна погребална скулптура, изобразяваща го така, сякаш лежи на място, с изключителен реализъм в чертите му. Тази скулптура сега се намира в Музея на Сант Агостино.